# Walisona Goro
Walisona Goro är ett distrikt i Etiopien. Det ligger i den centrala delen av landet, 100 km sydväst om huvudstaden Addis Abeba.